# ۶۰ کمان
۶۰ کمان یک ستاره است که در صورت فلکی کمان قرار دارد.